# Harponville Communal Cemetery Extension
Harponville Communal Cemetery Extension is een Britse militaire begraafplaats met gesneuvelden uit de Eerste Wereldoorlog, gelegen in het Franse dorp Harponville (departement Somme). De begraafplaats ligt aan de Rue de l' Église direct naast de gemeentelijke begraafplaats van Harponville, op 320 m ten noordoosten van het gemeentehuis. Ze werd ontworpen door Noel Rew en heeft een trapeziumvormig grondplan met een oppervlakte van 785 m² en wordt omsloten door een haag. De toegang ligt aan de straatkant en bestaat uit een dubbel metalen hek tussen bakstenen zuiltjes met onmiddellijk daarna het Cross of Sacrifice dat geflankeerd wordt door twee trappen met een zevental treden, het terrein ligt namelijk hoger dan het straatniveau. De begraafplaats wordt onderhouden door de Commonwealth War Graves Commission.
Er liggen 138 Britten begraven waaronder 1 niet geïdentificeerde.

## Geschiedenis
Nadat op de gemeentelijke begraafplaats geen ruimte meer was werd door gevechtseenheden een uitbreiding aangelegd om de slachtoffers die sneuvelden tussen 3 juni en 23 augustus 1918 te begraven. 

### Onderscheiden militairen
- Leslie George Preston, kapitein bij het Queen's Own (Royal West Kent Regiment) werd tweemaal onderscheiden met het Military Cross (MC and Bar).
- E.A.M. Stevens, onderluitenant bij de The Buffs (East Kent Regiment) werd onderscheiden met het Military Cross (MC).